# Olav Nysæter
Olav Nysæter (né le 28 février 1955 en Norvège) est un joueur de football international norvégien.
Il est connu pour avoir terminé meilleur buteur du championnat de Norvège lors de la saison 1983 avec 14 buts. Il est international en 1983, jouant deux matchs qualificatifs pour les Jeux olympiques de 1984 considérés comme officiels par la fédération norvégienne.
Depuis l'automne 2007, il est le directeur sportif de son ancien club du Kongsvinger IL.